# ジャック・シラク
ジャック・ルネ・シラク（フランス語：Jacques René Chirac、 Jacques René Chirac、[ʒak ʁəne ʃiʁak]、1932年11月29日 - 2019年9月26日）は、フランスの政治家。ヴァレリー・ジスカール・デスタン政権及び第1次コアビタシオンでのフランソワ・ミッテラン政権で第6・10代フランス首相、第22代フランス大統領及びアンドラ共同大公を歴任した。

## 来歴

### 大統領になるまで
1932年11月29日にパリの5区内にある医院で誕生した。父親は銀行員で、後に飛行機会社の役員になった。そして中学校から高校時代にかけて4校に在籍した。ヴェルサイユのリセ・オッシュに1年、それからパリ8区の私立アトメール校、パリ17区のリセ・カルノ、パリ5区のリセ・ルイ＝ル＝グランなどを経てバカロレアを取得し、1954年にパリ政治学院を卒業。在学中にハーバード大学サマースクールに留学経験がある。1950年代はフランス共産党員であり、ストックホルム・アピールに署名するなどしていた。1956年に軍隊に召集され、将校としてアルジェリア戦争に従軍、負傷した。1959年、フランス国立行政学院を卒業後国家公務員となり、1962年まで会計検査官を務めた。のち、シャルル・ド・ゴールのもとで首相を務めるジョルジュ・ポンピドゥーの官房に入り、ポンピドゥーの庇護を得るなど、急速に出世した。この頃から、旺盛な行動力により「ブルドーザー」の異名を得る。ポンピドゥー首相官房で一緒だったひとりに、のちに首相となるエドアール・バラデュールがおり、当時から「動のシラク、静のバラデュール」と称され将来を嘱望された存在であった。
1967年にポンピドゥーの勧めで国民議会議員選挙に出馬して当選して社会問題相として初の閣僚を経験した。その後も閣僚ポストを歴任し、ポンピドゥーのもとで1972年に農相、1974年に内務大臣と、重要閣僚を務めた。ポンピドゥー没後、ヴァレリー・ジスカール・デスタンの下で1974年5月から1976年まで首相を経験した。1976年にドゴール主義政党の共和国民主連合を継承して、共和国連合を創設し、総裁となる。1986年に再び首相に返り咲く。1977年から1995年まで長くパリ市長を務めた。この間、1981年と1988年に大統領選挙に出馬したが、いずれも社会党のフランソワ・ミッテランに敗れている。

### 大統領就任

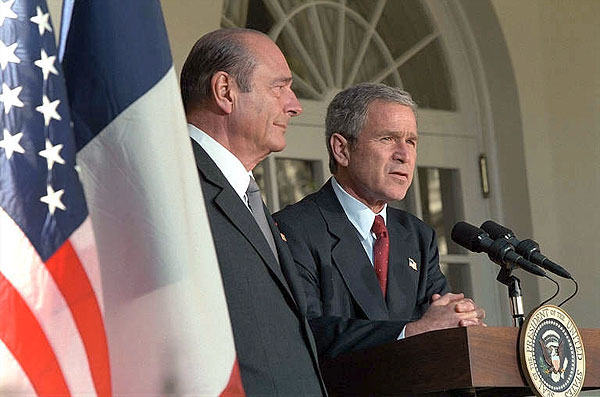
2001年、アメリカ合衆国大統領のジョージ・W・ブッシュ（右）と共同記者会見を行うシラク

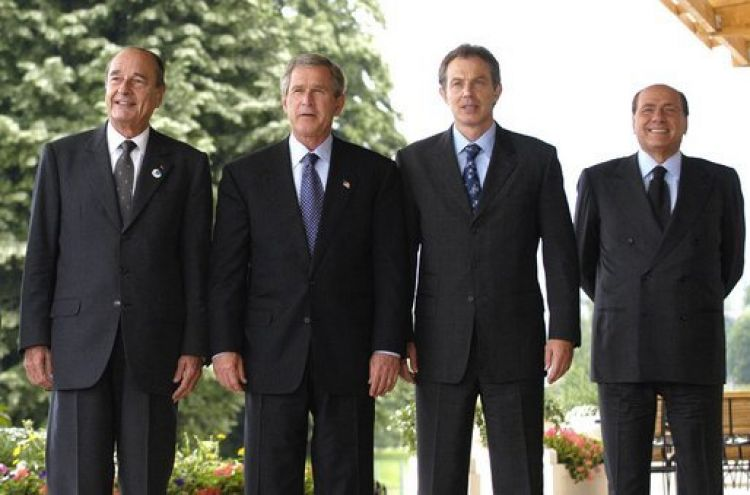
2003年、フランス・エヴィアン＝レ＝バンでのエヴィアン・サミットにフランス共和国大統領として参加（左端）。ブッシュ、ブレア、ベルルスコーニの各首脳と

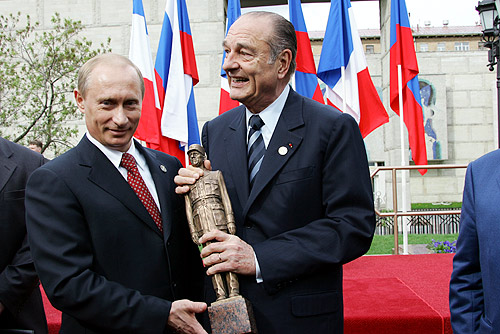
2005年、ロシア・モスクワにてロシア連邦大統領（当時）のウラジーミル・プーチン（左）と

#### 核実験の強行
1995年5月の大統領選挙で社会党のリオネル・ジョスパンを下して大統領府であるエリゼ宮殿の主となった。
当選直後に包括的核実験禁止条約の締結を控えて核兵力の確認と誇示のため、南太平洋のムルロア環礁で数度の核実験を強行し、「駆け込み実験」だと世界的な非難を浴びた。
これにより、同年のイグノーベル平和賞を受賞した。同時に地下核実験を行った中華人民共和国と両国の関係強化に努めた（後述のようにシラクはド・ゴールを敬愛しており、ド・ゴールは冷戦下の西側で最も早く中国と国交を樹立するなど親中の姿勢で知られる）。

#### 再選
2002年の大統領選挙で、ジョスパンや極右のジャン＝マリー・ル・ペンを破って再選された。2001年のアメリカ同時多発テロの報復攻撃としてアフガン侵攻に賛同したが、2003年のイラク戦争にドイツのゲアハルト・シュレーダー、ロシアのウラジーミル・プーチン、中国の胡錦涛とともに反対した。自らが命名した空母シャルル・ド・ゴールを米軍とともにペルシャ湾に派遣して空爆参加に準備したが、反戦世論の高まりとともに反対に転じて早くから反対を表明していたドイツと共調した。シュレーダーが首相に就任して以降に独仏両国は急速に接近して欧州連合の中核国として威厳を示し、頻繁に両国を往来して独仏の政治統合を内外に誇示し、東欧各国のEU加盟実現と欧州憲法の発効を急いだ。

#### 欧州統合の失敗
急速な欧州統合政策は東欧からの労働力流入と外国人の増加による社会文化の変質から国民の不安を招き、2005年の国民投票で欧州憲法が拒否された。シュレーダーも直後の総選挙でわずかに敗北して首相を退任し、両首脳が進めた欧州統合政策は行き詰まった。2012年夏季オリンピックのパリ招致を目指して積極的にロビー活動したが7月にイギリスのロンドンに敗れ、10月に各主要都市で黒人やアラブ系の若者を中心にパリ郊外暴動事件で戒厳令を発した。
これは長年の移民同化政策の綻びによる。2006年3月に若者向け雇用促進策「初期雇用契約 (CPE)」を核とする機会均等法を制定すると反対する市民らが国内で暴動を多発し、各企業や公共機関でストライキも多発した。4月にCPEの事実上の撤回を余儀なくされ、世論調査で支持率29パーセント (%) と第五共和制下の大統領として最低を記録した。

#### 引退
欧州憲法の国民投票失敗以後は急速に求心力が低下し、当初意欲を見せていた2007年大統領選の三選は困難とする見方が広まっていった。保守派の重要候補であるニコラ・サルコジとの関係は1995年の大統領選挙以来冷え込んでいるため自ら出馬するかどうかが焦点となっていたが、2007年2月に「（今までとは）別の形で国に貢献したい」とメディアに語り引退を表明し、3月にサルコジを支持すると発言した。
2007年5月16日、大統領を退任した。

### 大統領退任後
大統領退任後の2009年3月に、アメリカの大統領バラク・オバマから書簡を送られて任期中の助言や協力を求められた、とフランス紙『フィガロ』電子版が2009年3月20日に報じている。
2009年4月16日に、フランス週刊誌『パリ・マッチ』が掲載したフランスの政治家の人気調査で、好感度が現職のサルコジは41%だったが74%で1位であった。
2011年9月4日にフランスの各メディアは、認知症の一つアルツハイマー病を患っていると一斉に報じた。
公の場にほとんど姿を見せていなかったが、2019年9月26日に死去した。

#### 疑惑
フランスの週刊紙『カナール・アンシェネ』は、シラクが大統領を退任した直後の2007年5月23日に、シラクが日本の旧東京相和銀行に巨額の隠し口座を持っていたとされる問題で、近くフランス捜査当局から事情聴取を受ける可能性が高いと報じた。5月16日に退任したシラクは1か月後に訴追免除の特権が切れたため、7月19日に聴取された。この疑惑にシラク本人はマスコミの取材に対し、「真実と名誉のために戦う」と宣言した。「事件に関する好き勝手な発言は認めない。（有罪と立証されるまでは無罪であると定めた）推定無罪の原則を踏みにじるものだ」と述べた。
2007年11月にシラクのパリ市長時代の職員架空雇用疑惑に関する捜査が開始された。シラクはパリ市長を務めていた際、自身の政党である共和国連合の党員をパリ市の「架空職員」として雇用し、給与を党の資金に流用したとされる。2009年10月30日、この疑惑によりシラクは公金横領と背任の罪でパリの司法当局に起訴された。第五共和制下のフランスで、大統領経験者が刑事事件に絡んで訴追されたのは初めてとなる。2011年12月15日、パリの軽罪裁判所により執行猶予付きの禁錮2年の有罪判決が出された。

#### 財団
大統領退任後は持続可能な開発と文化間・文明間対話のため、優先助成分野に「良質な医薬品へのアクセス」、「水へのアクセス」、「森林破壊・砂漠化対策」、「絶滅が危惧される言語・文化の保護」を掲げる「シラク財団」を創立して理事長を務める。
2009年11月6日に「シラク財団」は持続的発展と文化対話に功績のあった人物に贈られる「紛争予防賞」の第1回授与式をパリ市内で行った。授与式で、1995年にナイジェリアで「宗教間の調停センター (IMC)」を設立したイスラム教のムハンマド・アシャファ師とキリスト教のジェームズ・ウエ牧師に賞金20万ユーロが贈られた。

## 業績・評価
シラクはシャルル・ド・ゴールとジョルジュ・ポンピドゥーに関連が深い。シラクもド・ゴール主義者のひとりとしてフランスの国益、フランスの栄光が行動の指針となっていた。
政治の師であるポンピドゥーはシラクの旺盛な行動力を「自宅からエリゼ宮までトンネルを掘って欲しいと言えば、翌日まで完成させて出口で待っているだろう」と表現している。その一方で「目標に向かってしゃにむに走る男だが、成熟が課題」と評した。ポンビドゥーから「ブルドーザー」というように評された。
シラク評は、社会党大統領として政敵であり、コアビタシオンで大統領と首相として政権を共にせざるを得なかったフランソワ・ミッテランも興味深い考察をいくつか残した。孤高の皮肉屋であったミッテランはシラクを「自分が何故回っているのかも知らずに回り続けるコマのような人間」「何というエネルギー、何という行動力、何という快活さ、惜しむらくは、冷静な判断力に欠ける」と行動力に比して内省的な思考の不足を述べた。一方でミッテランはシラクの力量を正当に評価してもいる。1988年大統領選挙に惨敗し失意の中にあったシラクをミッテランは「戻ってくるだろう」と、その行動力を発揮して権力の中枢に復権することを予言した。
官僚出身のエリートだが飾らない庶民派として知られ、仔牛の頭やビールを好み大衆との近さを売りにしていた。同じ保守派だが複雑な関係にあった貴族に連なるヴァレリー・ジスカール・デスタンが、気取り屋ぶりを揶揄されていたことと対照的である。
大統領時代の功績としてあげられるのは、イラク戦争に反対したことである。アメリカ主導によってイラク戦争が行われようとした際、側近で外務大臣のドミニク・ガルゾー・ド・ビルパンらを通じて開戦に反対した。シラクおよびフランスの意図はアメリカの一極支配、単独行動主義への警戒・反発や高まる反戦世論への反応という側面が強かったが、結果としてイラク戦争後の混乱や大量破壊兵器が存在しなかったことにより、フランスの良識を広く知らしめることになったという評価がある一方、その後しばらく米仏関係は冷え込み、フランスの影響力を削ぐことになったという批判もある。イラクの独裁者サダム・フセインとは1970年代から個人的に親しくしており、両者の親密な関係から「ジャック・イラク」と呼ばれた。また、イランからは「イラクのシャー」、イスラエルはフランスの協力で建設された原子炉から「オ・シラク」と呼ばれた。
シラクはもともと親米的な人物として知られており、2001年のアメリカ同時多発テロ事件以降は対米協力を強力に推し進めた。イラク戦争でも、実際の開戦までの過程で、米軍と共にペルシャ湾に艦船を派遣して空爆に備えたり（上述）、「二段階攻撃論」を主張するなど、当初から開戦反対を唱えたドイツとは異なり、米国と共同歩調を模索したが直前に開戦反対して米国では「裏切られた」とする反応が少なくなく、米仏関係は極度に悪化した。アメリカとの関係改善が大きな政治課題として残されたが、任期中は本格的な改善に至らず、対米関係修復を志向するサルコジの台頭を招いた。
国内問題は、1995年7月16日大統領就任直後に第二次世界大戦中、フランス警察が行ったユダヤ人迫害事件であるヴェロドローム・ディヴェール大量検挙事件に対して、追悼式典に出席した上で、初めてフランス国家の犯した誤りと認めた。自ら総裁を務める共和国連合を中心とする右派にも波紋を拡げる演説であったが、国民の多数がシラクの演説を支持した。
最大の政治的失点は2005年欧州憲法条約の国民投票における否決である。フランスの欧州憲法採択の手法としては国民投票と議会における批准という二つの選択肢があったが、シラクはリスクの高い国民投票に賭け、失敗した。このシラクの失敗はシラクの政治的威信の低下とともに欧州統合の失速、欧州統合におけるフランスの威信低下をも招いたという点で致命的であった。
若者を中心とする失業、移民の増加による多文化社会とそれに伴う社会的亀裂も、シラクは修復することができなかった。シラク個人の責任ではないが、治安の悪化は移民排撃を主張するジャン＝マリー・ル・ペンによる国民戦線や、寛容よりは治安維持を重視するサルコジの台頭を招いた。
フランスと北朝鮮の間に国交が無いが、シラクは「テロ国家とは国交など結ばない」と述べていた。

## 家族
妻のベルナデット・ショルドン・ド・クルセルとの間に2人の娘があり、そのひとりクロード・シラクは長年、大統領の広報担当アシスタントを務めている。インドシナ系難民の養女がいる。

## 親日家
ジャック・シラクは親日家（知日派）として知られており、日本文化に対する造詣も深い。幼少期にパリの東洋美術館、ギメ美術館を観覧し東洋美術に関心を持ったのが日本への関心の始まりである。学生時代に『万葉集』を読み、その後も遠藤周作など日本文学を愛読する。温泉も好きで、来日時は、しばしば入浴する。日本古美術の膨大なコレクションを所蔵する。来日時、首相官邸に展示していた土偶を埴輪と説明した通訳をたしなめた。以来「土偶と埴輪を区別できる親日家」と呼ばれる。さらに、愛犬の名前に「スモウ」とつけるほどの大相撲の大ファンでもあったが、「スモウ」は繰り返しシラクに噛み付いたため後に手放さざるを得なくなった。駐日大使館の重要な任務の一つは、エリゼ宮に大相撲の結果を場所中毎日報告することだったとさえいわれる。1999年1月、首相の小渕恵三（当時）が訪仏した際、貴乃花が明治神宮に奉納した綱と軍配を贈ると、大喜びしたというエピソードもある。一番の贔屓の力士は琴錦で、琴錦と同郷の小渕首相と琴錦の話題を楽しんだ。エリゼ宮を訪問する日本の要人に「源義経とチンギス・ハーンの関係」などを話題にして驚嘆させた。
2005年3月26日の来日は、公私合わせて45回目になるが、真っ先に大阪で開かれている大相撲春場所を訪れ、27日に愛知万博を見た後、28日に天皇、首相と会見した。2005年3月場所で相撲観戦を終えて会場を後にする際、観客が総立ちになって「シラク」コールを浴びせた。それだけシラクが好角家として相撲ファンに認知されていたということである。
自身が死去した際、日本相撲協会の八角理事長は「突然の訃報に接して、思いがけないこと故、驚いております。生前は相撲を大変愛好され、何度も相撲観戦に足をお運びいただきました。ご生前のご厚情に深く感謝するとともに謹んでご冥福をお祈り申し上げます」と悼んだ。年月が経過しても好角家として各界から認知され続けていた。
外交政策的にも日本を重視した姿勢が見られた。2003年11月29日にイラクで日本人外交官2人が殺害された事件で、翌30日に「大変な悲しみを覚える」「困難な事態に日本と連帯して取り組んでいきたい」とする書簡を首相の小泉純一郎に出した。2005年4月25日に発生したJR福知山線脱線事故で、26日に「事故を知り、深い悲しみを感じている。遺族に対して私から、仏国民からお悔やみを申し上げる」と小泉に弔意を表明した。2006年9月6日に悠仁親王が誕生した際に、英国女王エリザベス2世と並んでいち早く天皇（現在の上皇）に祝賀のメッセージを送った。2007年1月12日の安倍晋三との会談で、シラクは「日本のいない安保理は馬鹿げている」と述べ、日本の常任理事国入りへの支持と協力を約束した。
2008年10月14日に元首相森喜朗と会談し、2016年の東京五輪招致について「日本を支持したい。日本しかないと考えている」と述べた。ラグビーワールドカップの日本招致についても支援する意向を示した。
自身の「回想録」の第1巻で「日本にいると、自宅にいるかのように完全にくつろぐ」と述べている。人生に関する多くの教訓を相撲から学んだことを明かしている。そして、日本を含むアジア文化との出合いは高校時代に通ったパリのギメ美術館だったことに触れ、「日本に行くたびに、ギメ美術館で仏像を鑑賞していた（青年期の）ころの感情に戻る」と述べた。相撲については「戦いの前に、2人の力士が相互ににらみ合う視線以上に強いまなざしを知らない」と仕切りの奥深さを語った。
日本テレビ系番組『第9回アメリカ横断ウルトラクイズ』（1985年）で、当時パリ市長だったシラクの招請によりパリが決勝地となった（番組内で自身もVTR出演をした）。1986年に行われた大相撲のパリ公演は市長として自ら主催し、1995年にフランス大統領として自ら主催者になった。